# Poppy (underhållare)
Moriah Rose Pereira, född 1 januari 1995, professionellt känd som Poppy, är en amerikansk sångare, låtskrivare, skådespelerska, modell och Youtuber. År 2013 flyttade Poppy till Los Angeles, där hon arbetade med regissör och musiker Titanic Sinclair som hjälpte henne att utveckla sin Youtube-karriär. Han hjälpte henne genom att de gjorde korta videoklipp och musikvideor tillsammans. 2015 fick hon skivkontrakt med Island Records, och 2016 debuterade hon med EP:n Bubblebath, under artistnamnet That Poppy. 
I slutet av 2016 blev Poppy ansiktet utåt på Sanrios "Hello Sanrio" -samling. Sommaren 2017 blev hon signad med Mad Decent, och i oktober släppte hon sitt första studioalbum, Poppy.Computer. För att göra reklam för albumet åkte hon på sin första turné, som bestod av 34 stopp i nordamerikanska städer, med framträdanden i London och Tokyo däremellan.
2018 släppte Poppy sin webb-tv-serie, I'm Poppy, och släppte sitt andra studioalbum, Am I a Girl?.
Moriah Rose Pereira föddes i Boston i Massachusetts den 1 januari 1995. Hon ville vara en Rockette som barn och dansade i elva år under sin uppväxt.
Vid 18 års ålder lämnade Poppy sitt hem för att flytta till Los Angeles och bli underhållare.

## Diskografi
Fullängdsalbum:
- 3:36 (Music to Sleep To) (2016)
- Poppy.Computer (2017)
- Am I a Girl? (2018)
- I C U (Music To Read To) (2019)
- I Disagree (2020) (Även I Disagree (more))
- Music To Scream To (2020)
- Flux (2021)
- Zig (2023)
- Negative Spaces (2024)

EP:s:
- Bubblebath (2016)
- Choke (musikalbum) (2019)
- A Very Poppy Christmas (2020)
- EAT (2021)
- Stagger (2022)